# Peter Sterry

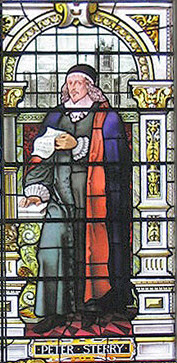
Peter Sterry

Peter Sterry (* 1613 in Surrey; † 19. November 1672) war ein englischer Philosoph und Theologe, der zu den Cambridger Platonikern gehörte, zu seiner Zeit aber auch als radikaler puritanischer Prediger bekannt war. Er war Kaplan von Oliver Cromwell.

## Leben
Sterry studierte ab 1629 am Emmanuel College (Cambridge). Sein Lehrer war Benjamin Whichcote. Er erhielt 1633 den Grad eines Bachelor of Arts, 1637 wurde er Master of Arts. 1636 wurde er Fellow des Emmanuel College. Er wurde in London ein bekannter Prediger mit engen Kontakten zu den Puritanern; er stand besonders Henry Vane nahe und war Kaplan des Parlamentsgenerals Robert Greville (1607–1643) und dessen Frau. Im Mai 1642 war er einer von 14 Theologen, die das House of Lords in die Westminstersynode schickte. Nach der Hinrichtung König Karls I. 1649 wurde er zum Prediger für den Staatsrat ernannt. In dieser Funktion hielt er Predigten vor Oliver Cromwell am Sonntag in Whitehall oder Hampton Court, dem Parlament und Oberhaus. Außerdem diente er dem Staat in unterschiedlichen Aufgaben, so in der Vorbereitung von Druckschriften. Nach dem Tod von Cromwell, dessen treuer Anhänger und glühender Bewunderer er war, fiel er in Ungnade. Er unterrichtete in London und widmete sich literarischen Arbeiten.

## Lehre
Sterrys Predigten galten vielen Zeitgenossen (auch unter den Puritanern) als obskur und mystisch, gefielen aber Oliver Cromwell. Samuel Butler porträtierte ihn satirisch im Hudibras. Sein Diskurs über Willensfreiheit von 1675 gilt als visionär. Freiheit besteht nach ihm darin, in Einklang mit seiner Natur zu handeln, sei es der einer Pflanze, eines Tieres oder eines vernunftbegabten Wesens. Menschliche Freiheit des Willens und Verstandes ist nach ihm im göttlichen Wesen begründet.

## Schriften
- The spirits conviction of sinne, 1645.
- England's Deliverance from the Northern Presbytery compared with its Deliverance from the Roman Papacy. London 1652.
- A discourse on the freedom of Will, 1675.
- The Rise, Race, and Royalty of the Kingdom of God in the Soul of Man. London 1683.
- The Appearance of God to Man in the Gospel and Gospel Change. London 1710.

## Ausgabe
- Peter Sterry: Select Writings, hrsg. von Nabil Matar, Lang, New York u. a. 1994, ISBN 0-8204-1953-2